# Down House

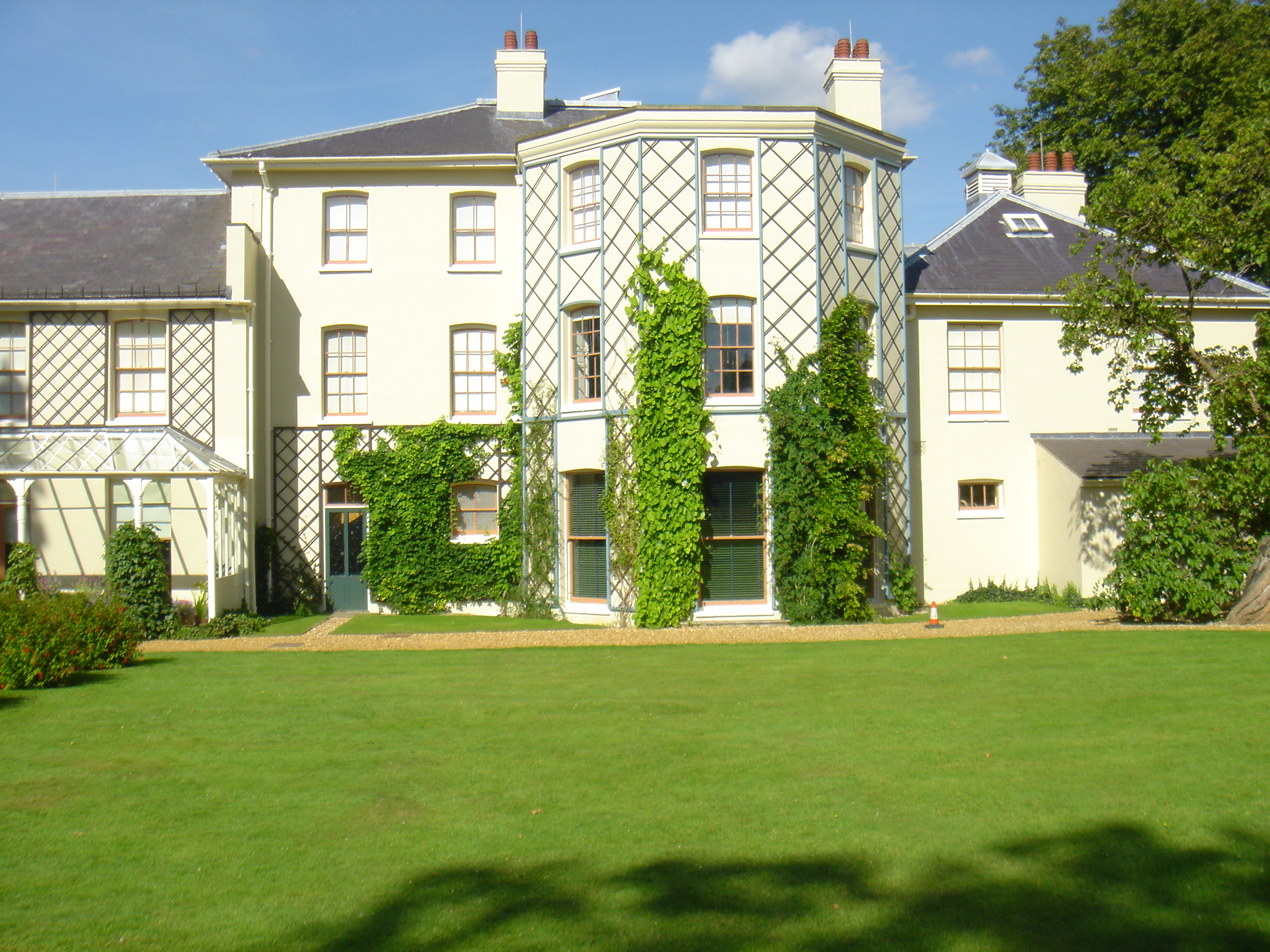

Down House va ser la residència de Charles Darwin i la seva família. Es troba a 250 m del centre del districte de Downe a Londres.
va ser en aquesta casa on Darwin treballà en les seves teories sobre l'evolució de les espècies. per selecció natural. Actualment la casa és un museu.

## Història de Down House
Al segle xvii la parcel·la de terra que inclou la majoria de la casa va ser adquirida per un agricultor acabalat per a fer-hi una granja. Algunes de les parets de pedra daten d'aquella època (1681), El 1751 Leonard Bartholomew va vendre la casa, aleshores deshabitada, a Charles Hayes de Hatton Garden.
L'home de negocis George Butler la va comprar el 1778, i la va ampliar sembla que en aquell temps s'anomenava la Casa Gran (the Great House). El 1783 a la mort de Butler la propietat va canviar de mans diverses vegades i el 1819 passà al militar de l'Índia colonial John Johnson. El 1837 Johnson emigrà al Canadà.

### Els Darwins a Down
El 1841, la casa dels Darwin a Londres s'estava fent petita. Tant Charles Darwin com la seva dona Emma preferien viure al camp, però comunicats amb Londres i el 1841, quan tenien dos fills, William Erasmus (nascut el 1839) i Anne (nascuda el 1841), van començar a buscar una nova residència. Van comprar Down House el 1842.

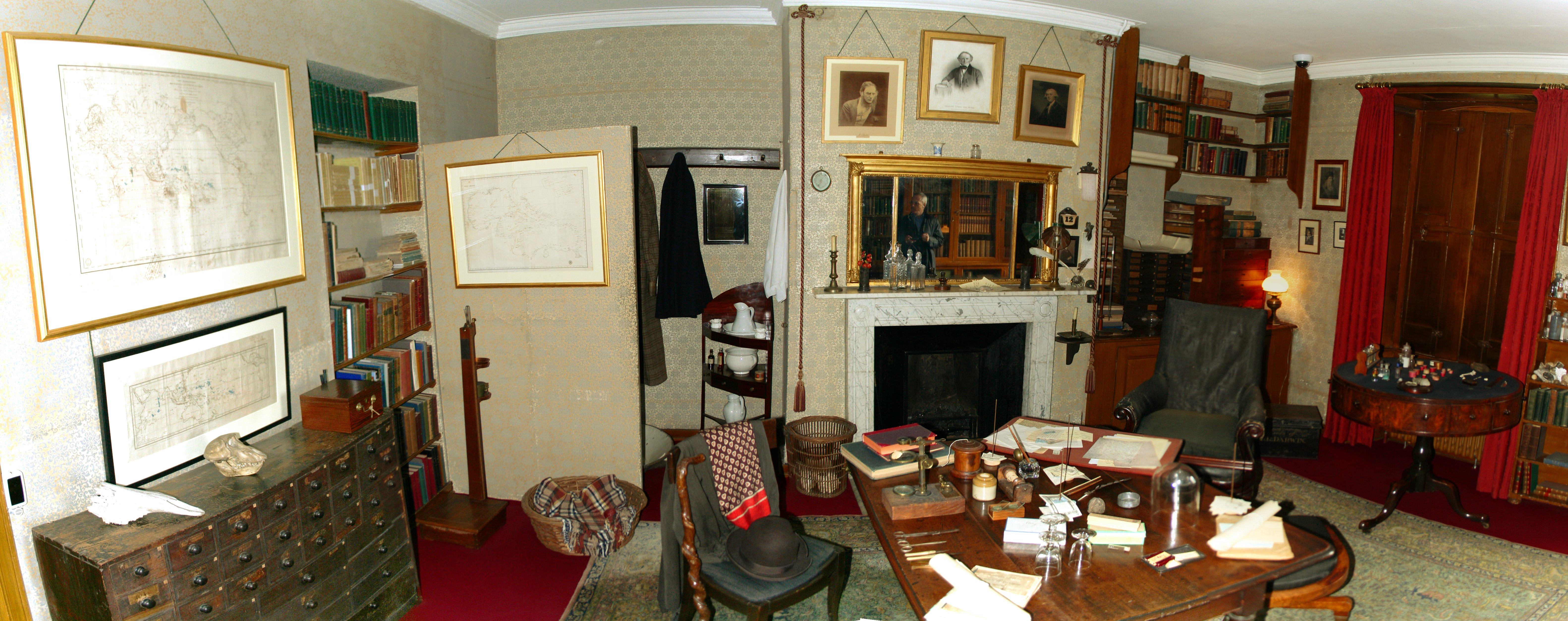
Estudi de Charles Darwin a Down House, restaurat amb el mobiliari original.

El 1858 es va afegir una nova extensió al nord de la casa amb una sala i dormitoris confortables.
També s'hi va construir el 1863 un hivernacle on Darwin experimentà en la fertilització de les orquídies.
Charles Darwin morí a aquesta casa el 19 d'abril de 1882, als 73 anys. La seva esposa Emma hi morí el 1896.
Una escola per a noies es va establir a la casa a partir de l'any 1907 fins a 1922.

### Museu Darwin
Des de 1929 la casa es va convertir en un museu a la memòria de Charles Darwin es va obrir al públic oficialment el 7 de juny de 1929.

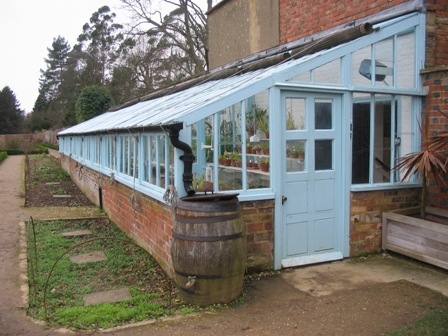
Hivernacle de Darwin a Down House

El 1996 el museu va ser adquirit per English Heritage. Actualment el museu obre des del primer dimecres de febrer fins, normalment el darrer diumenge abans de les festes de Nadal.
El govern britànic ha proposat que Down House i l'àrea que l'envolta tinguin la classificació oficial de Patrimoni de la Humanitat. S'espera la decisió per a l'any 2010.